# Reteporella monomorpha
Reteporella monomorpha är en mossdjursart som beskrevs av Hayward 2004. Reteporella monomorpha ingår i släktet Reteporella och familjen Phidoloporidae. Inga underarter finns listade i Catalogue of Life.